# Xylocopa sycophanta
Xylocopa sycophanta är en biart som beskrevs av Pérez 1901. Xylocopa sycophanta ingår i släktet snickarbin, och familjen långtungebin. Inga underarter finns listade i Catalogue of Life.